# Nick Saviano
Nick Saviano (n, 5 de junio de 1956) es un jugador estadounidense de tenis. En su carrera conquistó 1 torneo ATP de individuales y 3 torneos ATP de dobles. Su mejor posición en el ranking de individuales fue el Nº48 en julio de 1978. En 1982 llegó a la cuarta ronda de Wimbledon.